# Koniczyna żółtobiała
Koniczyna żółtobiała (Trifolium ochroleucon Huds.) – gatunek rośliny wieloletniej z rodziny bobowatych. Występuje w środkowej i południowej Europie, w południowo-zachodniej Azji oraz w północno-zachodniej Afryce. W Polsce rozproszony w południowej części kraju.

## Morfologia

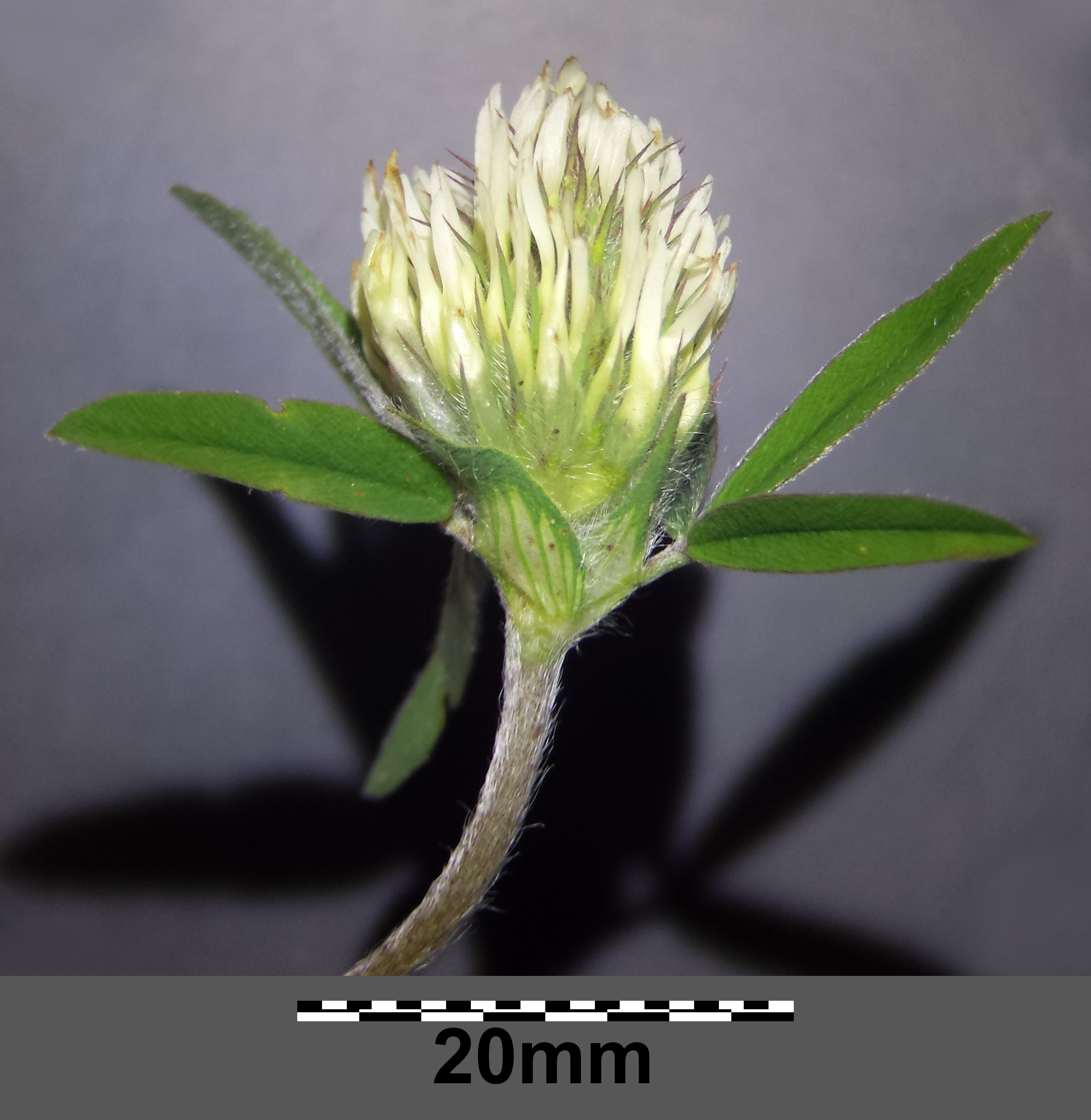
Kwiatostan

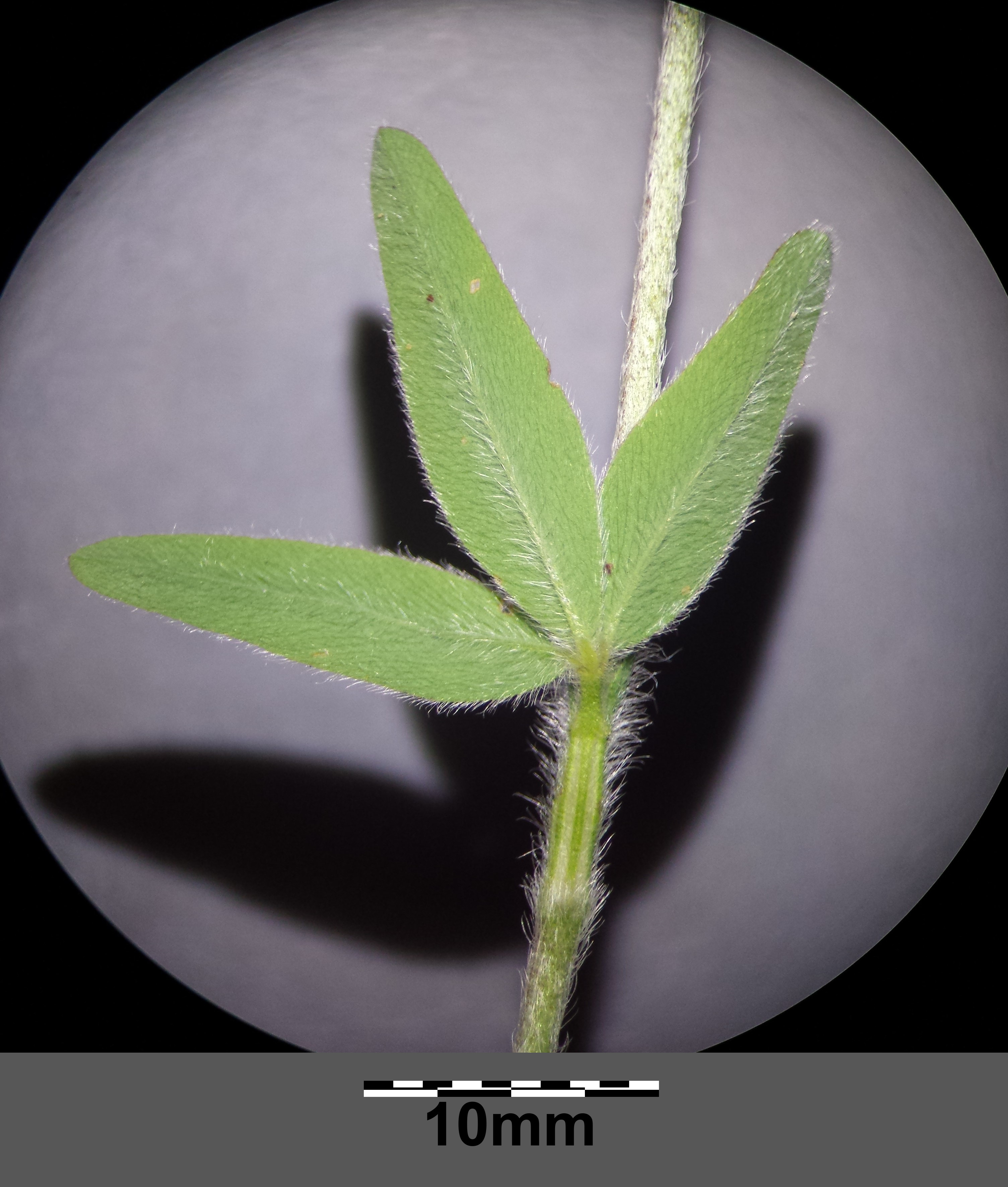
Liść

ŁodygaWzniesiona, szorstko owłosiona, o wysokości 20–50 cm.
LiścieTrzylistkowe, kształt liścia podłużnie lancetowaty lub podłużnie eliptyczny; lancetowate przylistki.
KwiatyGłówki kwiatostanowe o kształcie kulistym lub jajowatym i długości od 1,5 do 4 cm, osadzone na szypułach długości 2,5 cm. Kwiaty motylkowe, o żółtobiałej koronie długości 1,5–2 cm; kielich 10-nerwowy. Okres kwitnienia to czerwiec i lipiec.
OwoceMają postać strąka.

## Występowanie i siedlisko
W Polsce gatunek występuje w południowej części niżu i w niższych partiach gór. Jest rośliną rzadką. Rośnie na suchych i średnio wilgotnych łąkach, zaroślach, przydrożach, oraz świetlistych lasach.

## Zagrożenia i ochrona
Umieszczona na polskiej czerwonej liście w kategorii NT (bliski zagrożenia).